# Diego Kapelan
Diego Kapelan (Bihać, 8 luglio 1987) è un cestista bosniaco naturalizzato canadese.

## Palmarès
- NBL Canada: 1

London Lightning: 2022-23